# Techart

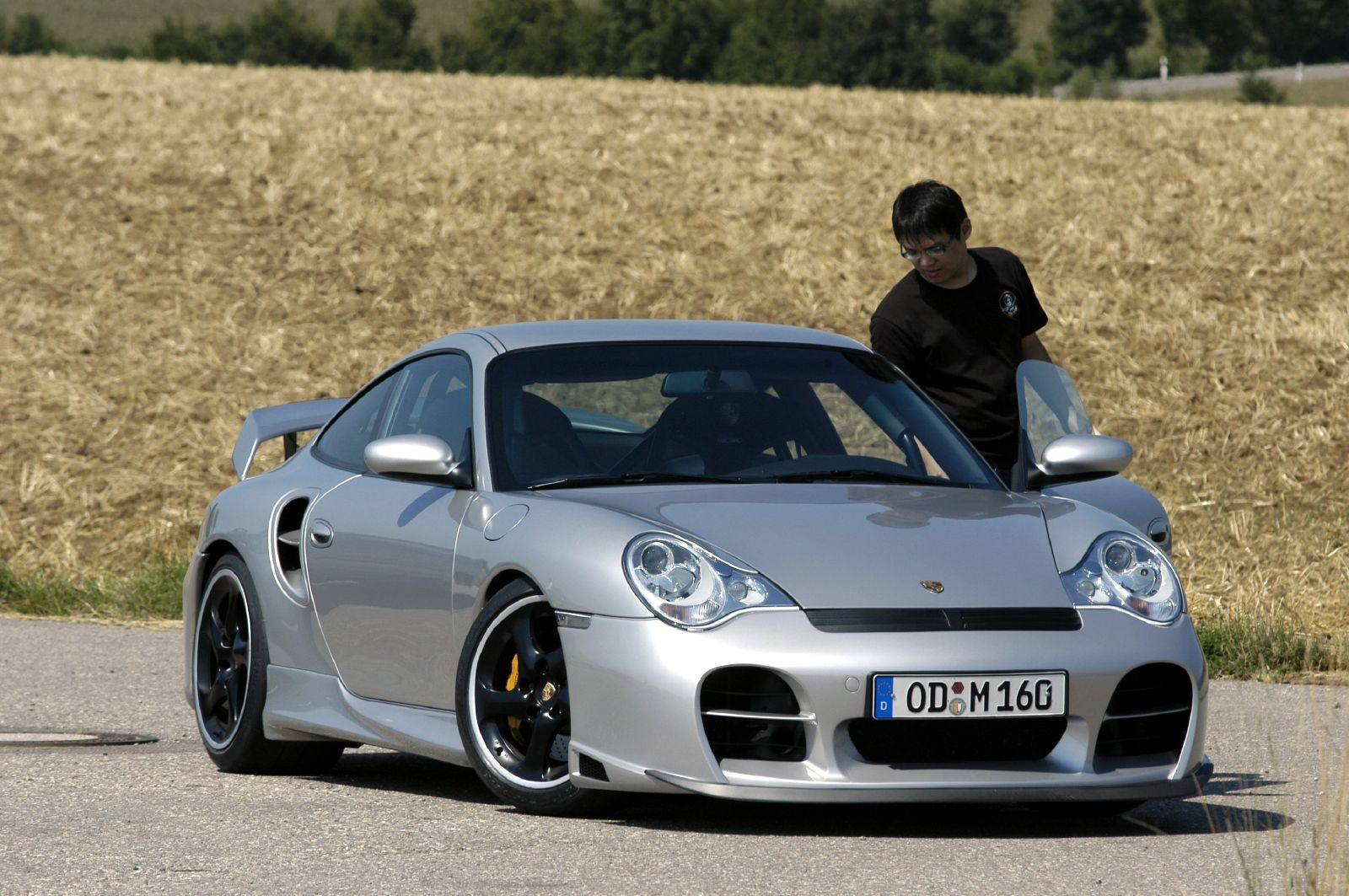
TechArt GTstreet Coupe.

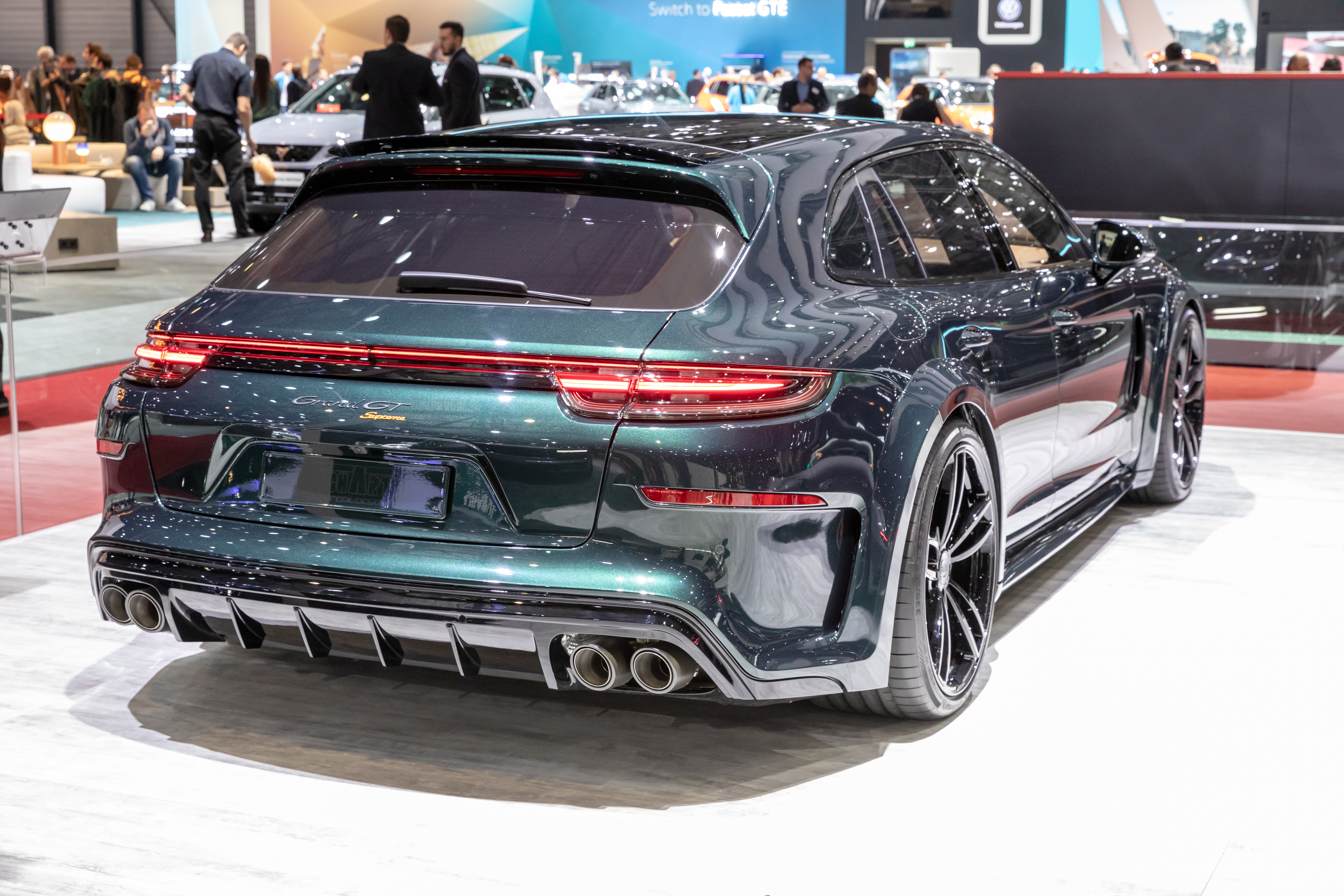
GrandGT Supreme (Porsche Panamera Sport Tourismo)

Techart är ett tyskt bilföretag som specialtillverkar Porsche-modeller.

### Andraspecialtillverkare
Andra specialtillverkare av liknande bilmodeller:
- Hamann
- Rinspeed
- RUF
- Gemballa